# تنی، ریزال
تنی، ریزال (به لاتین: Tanay) یک منطقهٔ مسکونی در فیلیپین است که در ریزال واقع شده‌است.